# Michał Specjał
Michał Specjał (ur. 26 września 1902 w Częstochowie, zm. 1986) – polski inżynier górnik, związkowiec i polityk, poseł na Sejm PRL III, IV i V kadencji. Budowniczy Polski Ludowej.

## Życiorys
Uzyskał tytuł zawodowy inżyniera górnika. W 1919 został członkiem Związku Zawodowego Kolejarzy. W 1923 podjął pracę w kopalni „Milowice”. W okresie międzywojennym zatrudniony był w ruchu związkowym w Sosnowca. Był przewodniczącym Zarządu Głównego Związku Zawodowego Górników oraz członkiem Rady Generalnej Światowej Federacji Związków Zawodowych. W 1961, 1965 i 1969 uzyskiwał mandat posła na Sejm PRL z okręgów Bytom i Sosnowiec (dwukrotnie), będąc członkiem Polskiej Zjednoczonej Partii Robotniczej. W III i IV kadencji zasiadał w Komisji Przemysłu Ciężkiego, Chemicznego i Górnictwa, a w trakcie IV i V w Komisji Pracy i Spraw Socjalnych.
Pochowany na cmentarzu Parafii Katedralnej Wniebowzięcia Najświętszej Maryi Panny w Sosnowcu.

## Odznaczenia
- Order Budowniczych Polski Ludowej (1971)[2]
- Order Sztandaru Pracy I klasy
- Krzyż Oficerski Orderu Odrodzenia Polski
- Złoty Krzyż Zasługi (1946)[3]
- Medal 10-lecia Polski Ludowej (1955)[4]
- Odznaka „Zasłużony Działacz Kultury Fizycznej” (1966)[5]
- Odznaka „Zasłużony Działacz Turystyki” (1969)[6]
- Odznaka 1000-lecia Państwa Polskiego (1966)[7]